# Харчовий світлофор

Приклад таблички світлофора

Харчовий світлофор — система маркування харчових продуктів в кольорах світлофора на харчових упаковках, призначена для зазначення вмісту важливих для здоров’я поживних речовин, таких як жири, насичені жирні кислоти, цукор і сіль, ⁣ у легкій для розуміння формі.

## Принцип
Показано вміст жиру, насичених жирних кислот, цукру та солі. Маркування зеленим кольором для низького вмісту, жовтим для середнього вмісту та червоним для високого вмісту.  Відповідна етикетка має знаходитись на лицьовій стороні упаковки. Значення в наступних таблицях показують спільні рекомендації британської влади Департаменту охорони здоров'я та Агентства харчових стандартів. Вони стосуються 100 грамів (г) або 100 мілілітрів (мл) продукту.
| Інгредієнт             | Зелений (низький вміст) | Жовтий (середній вміст) | Червоний (високий вміст) |
| ---------------------- | ----------------------- | ----------------------- | ------------------------ |
| Жири                   | менше 3г                | від 3 г до 17,5 г       | більше 17,5г             |
| Насичені жирні кислоти | менше 1,5 г             | від 1,5 г до 5 г        | більше 5г                |
| Цукор                  | менше 5 г               | від 5 г до 22,5 г       | більше 22,5г             |
| Сіль                   | менше 0,3 г             | від 0,3 г до 1,5 г      | більше 1,5г              |

| Інгредієнт             | Зелений (низький вміст) | Жовтий (середній вміст) | Червоний (високий вміст) |
| ---------------------- | ----------------------- | ----------------------- | ------------------------ |
| Жири                   | менше 1,5 г             | від 1,5 г до 8,75 г     | більше 8,75г             |
| Насичені жирні кислоти | менше 0,75 г            | від 0,75 г до 2,5 г     | більше 2,5 гр            |
| Цукор                  | менше 2,5 г             | від 2,5 г до 11,25 г    | більше 11,25г            |
| Сіль                   | менше 0,3 г             | від 0,3 г до 1,5 г      | більше 1,5г              |

Оскільки в більшості продуктів зазначено лише вміст натрію, FSA стверджує, що вміст солі можна визначити, помноживши вміст натрію на 2,5. Солоність 0 г вказується, якщо вміст натрію менше ніж 0,03 г на 100 г або 100 мл. Для вмісту жиру або насичених жирних кислот нижче 0,1 г на 100 г або 100 мл вміст також 0 g зазначено. Для молочних продуктів/йогуртових напоїв харчові критерії використовуються як основа для класифікації харчового вмісту. 

## Історія
Щоб протидіяти недо(пере)їданню серед населення, громадські організації та інституції в різних європейських країнах закликали до маркування упаковки харчових продуктів, яке дає можливість споживачеві перед покупкою визначити, чи продукт перевищує певні межі вмісту поживних речовин і, таким чином, сприяє нездоровому харчуванню.
Для цього був запроваджений так званий «світлофор». Вперше використаний у Великобританії у 2004 році FSA, він вказує вміст різних поживних речовин за допомогою звичних кольорів світлофора. Наприклад, якщо продукт містить цукор вище середнього, термін цукор виділяється червоним. Відповідно використовуються жовтий і зелений кольори.

## Резонанс і ефекти

### Наукові публікації

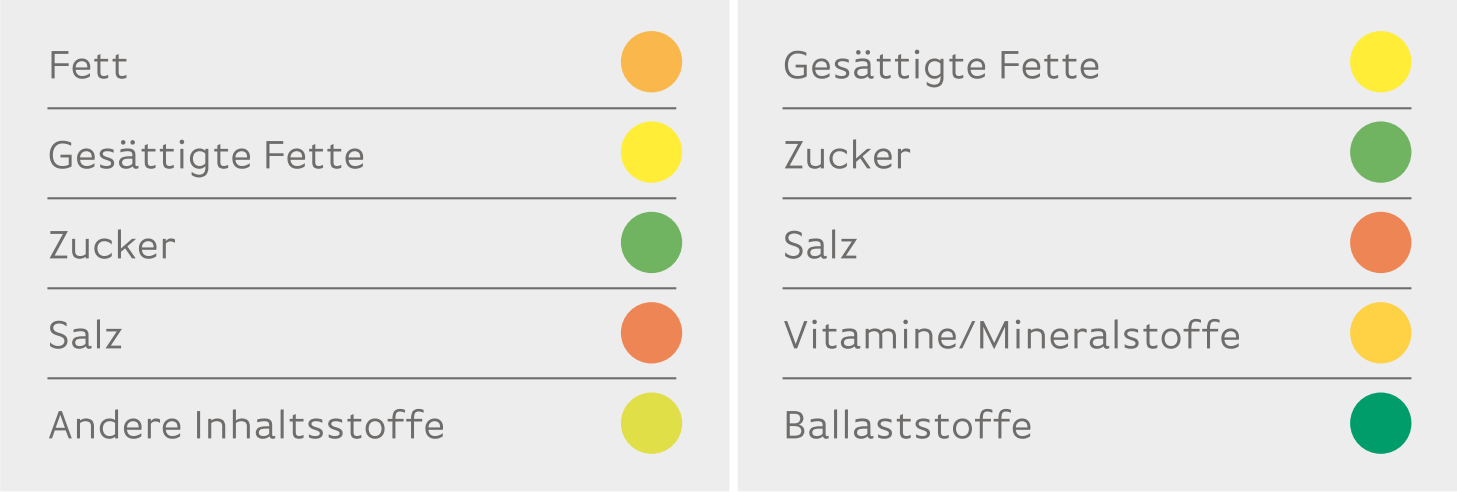
Модифіковане маркування світлофора на прикладі цільнозернової піци Маргарита

Згідно з кількома оглядами, недостатньо досліджень щодо того, як споживачі зазвичай використовують етикетки на харчових продуктах під час повсякденних покупок.   Дослідження, проведене у Сполученому Королівстві, не виявило помітних змін у впливі світлофора на споживання їжі через чотири тижні після його введення та, через невелику кількість досліджуваної їжі, рекомендувало подальші дослідження, щоб отримати розуміння ефекту світлофора. 
Лікарі Массачусетської загальної лікарні позначали їжу в кафетерії червоним, жовтим і зеленим кольором відповідно до корисності для здоров’я. Через пів року з'ясувалося, що клієнти значно частіше вибирали страви з позначкою «зелений» і ця звичка збереглася.  
Вчені з Інституту Лейбніца IAMO та Університету Мартіна Лютера Галле-Віттенберг запропонували покращене маркування світлофора, яке не лише визначає потенційно небажані інгредієнти (насичені жири, цукор, сіль), але й потенційно бажані інгредієнти (вітаміни, мінерали, клітковина тощо) у харчових продуктах. Крім того, модифіковане маркування світлофора надає додаткові кольорові нюанси, що дозволяє точніше оцінювати кольори світлофора. 

### Інші позиції

#### Харчова промисловість
Після того, як у Німеччині почали обговорювати впровадження світлофорної системи, харчова промисловість, серед інших, розкритикувала систему, оскільки вона не може замінити список поживних речовин, який і так міститься на упаковках. На їх думку критерії класифікації світлофорів не зрозумілі споживачам і не можуть бути науково обґрунтованими. Крім того, різні потреби людей (наприклад, залежно від віку) в поживних речовинах не враховуються. Асоціація також ставить під сумнів досвід впровадження "Харчових світлофорів" у Великій Британії. 
В окремих повідомленнях ЗМІ причини відмови промисловості частково вбачаються в побоюваннях втрат на продажах енергомістких продуктів.  

#### Споживчі організації
Опитування споживачів британської організації споживачів Which? влітку 2006 року показали, що, порівняно з іншими формами маркування, світлофор понад 90 % опитаних оцінили як легкий і швидкий для розуміння. Таким чином, поставлена мета була досягнута. Протягом періоду використання було виявлено, що поведінка споживачів, а іноді й рецепти виробників змінювалися.
Організація із захисту споживачів Foodwatch у 2008 році заявила, що фактичний вміст поживних речовин у продуктах маскується, а не робиться прозорим за допомогою етикетки GDA, яка була надрукована раніше.  Згідно з дослідженням Foodwatch, маркування світлофора дає змогу набагато легше оцінити, ніж маркування GDA. Порівнюючи подібні продукти, значно більше учасників дослідження змогли визначити продукти з вищою фізіологічною калорійністю за допомогою маркування світлофора, ніж за допомогою звичайного маркування.  Була також критика, що противники харчового світлофора покладалися на дослідження, які проводилися або фінансувалися харчовою промисловістю і результати яких не відповідали істині.  Згідно з іншим опитуванням, проведеним Emnid на замовлення Foodwatch у липні 2009 року, більше двох третин громадян Німеччини підтримують нову систему. 

#### Інші групи інтересів
У серпні 2009 року медичні страхові компанії закликали федеральний уряд (Кабінет Меркель I) та європейських політиків, відповідальних за здоров’я, харчування та захист споживачів, підтримати маркування харчових продуктів за допомогою системи світлофора. У відкритому листі вони, серед іншого, написали:
«Відсутність прозорості щодо складу продуктів, що постійно зростає, і додаткові оманливі рекламні обіцянки, зроблені виробниками, протидіють нашій відданості здоровому способу життя
У березні 2010 року представники Німецької професійної асоціації педіатрів і Асоціації європейських педіатрів виступили за впровадження світлофорної системи. Вони написали членам Європарламенту, серед іншого:
«Ми закликаємо вас не просто підтримувати інтереси харчової промисловості  .

## Ситуації в окремих країнах

### Європейський Союз
Згідно з юридичним звітом, створеним на замовлення Foodwatch, модель маркування поживних речовин, запропонована Європейською комісією, ⁣ означає, що жодна держава ЄС не може нав’язувати модель світлофора. 

### Велика Британія
У Великій Британії світлофори тестуються з 2006 року. Оскільки не всі виробники беруть участь у маркуванні, твердження про успіх чи невдачу іноді викликають сумніви.
У дослідженні британської ініціативи «Action on Sugar», опублікованому в лютому 2016 року, 98 % зі 131 дослідженого ароматизованого гарячого напою містив таку кількість цукру, яка призвела б до червоного індикатора з високим вмістом цукру. Найвище виміряне значення відповідало потрійній рекомендованій добовій нормі цукру для дорослої людини. 

## Відео
- Віллі хоче світлофор . Відео YouTube від foodwatch
- Майке Грейне : Чилі - Найсуворіші правила харчування, ProSieben - Galileo, 256 серія, сезон 2018 від 19 серпня 2018 (YouTube)